# Port lotniczy Los Perales
Port lotniczy Los Perales – port lotniczy położony w mieście Bahía de Caráquez, w Ekwadorze.